# Suska sechlońska
Suska sechlońska – odmiana handlowa suszonych owoców śliwy domowej, produkowanych metodami tradycyjnymi wyłącznie na terenie gmin: Czchów, Gnojnik, Iwkowa, Łososina Dolna, Gródek nad Dunajcem, Lipnica Murowana i Laskowa. Produkt posiada Chronione Oznaczenie Geograficzne Unii Europejskiej.
Według dokumentu rejestracyjnego charakteryzuje się elastycznym, mięsistym miąższem i pomarszczoną, lepką skórką w kolorze ciemnogranatowym przechodzącą nawet do czarnego. W smaku suska sechlońska jest lekko słodka z posmakiem i aromatem wędzenia. Powyższe jest spowodowane procesem produkcyjnym, który w istocie bardziej przypomina wędzenie niż suszenie. Proces ten odbywa się w tzw. suśniach – opalanych drewnem bukowym – stanowiąc element krajobrazu kulturowego tej części Małopolski. Temperatura w suśni podczas wędzenia wynosić musi od 45 do 60 stopni Celsjusza, a proces trwa od 4 do 6 dni. Sama nazwa suska oznacza ususzoną i uwędzoną śliwkę, zaś sechlońska pochodzi od nazwy wsi Sechna, gdzie tradycje uprawy śliw są bardzo stare (już w XVIII wieku były tu sady liczące po kilkaset drzew). Tradycje te uwarunkowane były przede wszystkim glebowo – podłoże było zbyt marne do uprawy innych drzew, a śliwy są mniej wymagające. 